# Novooleksandrivka, Bilohirsk
Novooleksandrivka (în ucraineană Новоолександрівка) este un sat în comuna Novojîlivka din raionul Bilohirsk, Republica Autonomă Crimeea, Ucraina.

## Demografie
Componența lingvistică a localității Novooleksandrivka
     Tătară crimeeană (33,33%)
     Rusă (27,27%)
     Română (12,12%)
     Ucraineană (6,06%)
Conform recensământului din 2001, nu exista o limbă vorbită de majoritatea populației, aceasta fiind compusă din vorbitori de tătară crimeeană (33,33%), rusă (27,27%), română (12,12%) și ucraineană (6,06%).